# Елена Гатилузио
Елена Гатилузио (на сръбски: Јелена Гатилузио Лазаревић, на италиански: Elena Gattilusio; * XIV век † нач. на XV век) е деспотица на Сръбското деспотство като съпруга на сръбският деспот Стефан Лазаревич. 

## Произход
Произхожда от генуезките фамилии Гатилузио и Дория. Дъщеря е на Франческо II Гатилузио (* ок. 1365 или ок. 1370, † 1404), господар на Лесбос, и на неизвестна жена или Валентина Дория. Нейни баба и дядо по бащина линия са Франческо I Гатилузио, 1-ви владетел на Лесбос, и съпругата му Мария Палеологина, сестра на императора на Византия Йоан V Палеолог и дъщеря на Андроник III Палеолог и Анна Савойска. Има трима братя и две сестри:
- Якопо († ок. 1428), господар на Лесбос (1403/04 – 1428), съпруг на Бона Грималди.
- Дорино I († 1455), господар на Лесбос (1428 – 1455), съпруг на Ориета Дория
- Паламеде († 1455), господар на Енос (1409 – 1455)
- Ирина († 1444), императрица на Византия като съпруга на Йоан VII Палеолог , става монахиня под името „Евгения“
- Катерина, съпруга на Пиеро Грималди дьо Бьойл, син на Жан Грималди, барон на Бьойл.

## Биография
През 1402 г. след разгрома на Баязид I в битката при Анкара, на път за Сърбия, Стефан Лазаревич (* ок. 1374, † 19 юли 1427), княз на Моравска Сърбия през 1389 – 1402 г. и деспот на Сръбското деспотство през 1402 – 1427 г., минава през Константинопол, където получава титлата „деспот“ от император Йоан VII Палеолог и уговаря бъдещия си брак с Елена. 
През септември 1405 г. Елена се омъжва за Лазаревич и заминава за Сърбия. Двамата не е известно да имат деца. Стефан Лазаревич умира през 1427 г. и е наследен от племенника си Георги Бранкович.